# Handscheinwerfer

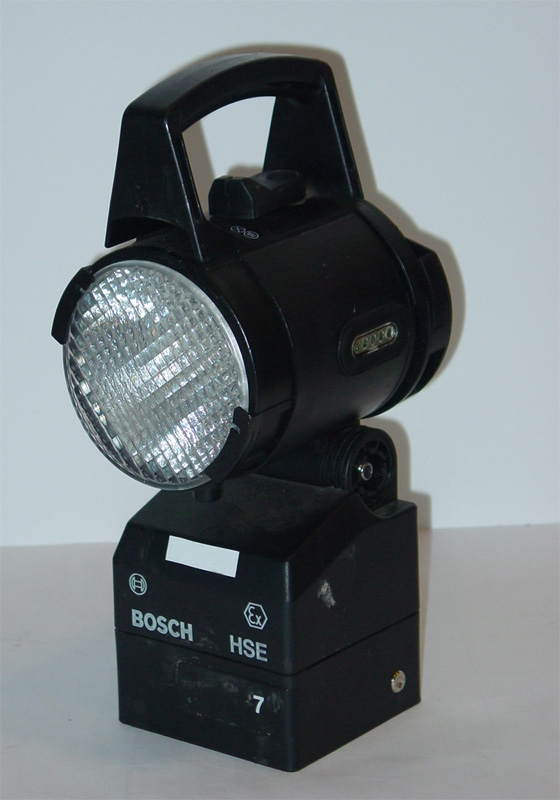
Beispiel eines Handscheinwerfers

Ein Handscheinwerfer ist eine tragbare, netzunabhängige Leuchte mit einem in der Regel auf Fernlicht-Charakteristik abgestimmten Reflektor. Durch Vorstecken einer Streuscheibe (Diffusor) oder durch einen Schiebe- oder Drehmechanismus am Reflektor kann die Charakteristik auf Umgebungslicht im Nahbereich umgestellt werden. Meist werden Handscheinwerfer durch eine Batterie oder einen Akku mit Strom versorgt. Es gibt jedoch auch Varianten zum Anschluss an das Bordnetz von Fahrzeugen (z. B. über Zigarettenanzünder).
Das Licht wird meist mittels einer Halogenlampe erzeugt, jedoch gibt es auch Typen mit herkömmlicher Glühlampe oder mit einer oder vielen LEDs. Manche Modelle verwenden auch eine Gasentladungslampe, die wie LEDs einen höheren Wirkungsgrad und damit bei gegebener Akkukapazität eine längere Leuchtdauer bietet. 
Ein Handscheinwerfer unterscheidet sich von einer Taschenlampe nicht nur durch die höhere Lichtleistung und die größere Bauform. Wegen der bei unerwartetem Lichtausfall besonders in industriellen Umgebungen drohenden großen Gefahren (Baustellen, Wälder, Abgründe, offene Schächte, scharfkantige und spitze Objekte, chemische Gefahren) sind viele professionelle Handscheinwerfer (anders als einfache Taschenlampen) mit besonderen Sicherheitsfunktionen ausgestattet:
- Einschaltautomatik:

In Kombination mit einem in das Gerät integrierten oder als Sockel ausgebildeten Ladegerät schaltet sich der Handscheinwerfer bei Stromausfall automatisch ein und kann so bei totalem Ausfall der normalen Beleuchtung trotz Dunkelheit leicht gefunden und bei der Bewältigung der Notlage verwendet werden. Die zugehörigen Ladegeräte sind daher für Dauerladung ausgelegt, ohne dabei die Akkus zu schädigen.
- Fadenbruch:

Oft verfügen die Geräte über zwei Glühlampen (Haupt- und Sparlicht). Bricht der Glühfaden der Hauptlampe, so schaltet sich die Nebenlampe automatisch ein, so dass es nie zu völliger Dunkelheit und Orientierungslosigkeit kommt.
- Explosionsschutz:

Viele Handscheinwerfer sind so genannte explosionsgeschützte Ausführungen, d. h. durch entsprechende gasdichte Gehäuse wird verhindert, dass eventuell in der Umgebung vorhandene zündfähige Gase oder Stäube zur Explosion gebracht werden, was durch Funken am Schalter, berstende oder heiße Glühlampen geschehen kann. Solche speziell zugelassenen Geräte sind durch genormte Aufkleber mit den schwarzen Buchstaben Ex auf gelbem Grund oder einen gutsichtbaren Aufdruck mit den Buchstaben Ex gekennzeichnet.
- Warnblinklicht:

Viele Handscheinwerfer verfügen auch über eine Blinkfunktion, die im Zusammenhang mit farbigen Vorsteckscheiben eine Verwendung als Unfallstellen-Warnblinkleuchte ermöglicht.
- Betriebsdauer:

Hochwertige Geräte verfügen über eine Akkukapazität, die bei voller Ladung eine mehrstündige Verwendung des Hauptlichtes und bis zu 20 Stunden Betrieb des Sparlichtes ermöglichen.
- Ladezustandsanzeige:

Einige hochwertige Geräte sind mit einer LED-basierten Ladezustandsanzeige ausgestattet, die eine Einschätzung der noch zu erwartenden Leuchtdauer ermöglicht, so dass in gefährlichen Umgebungen rechtzeitig der Rückweg angetreten werden kann.
- Modelle mit neigbarem Scheinwerferkopf ermöglichen z. B. bei Reparatur- und Entstöreinsätzen eine stabile Ausrichtung des Lichtes auf die Arbeitsstelle, wobei das Gerät in der Nähe abgestellt werden kann, so dass beide Hände frei sind.

In Deutschland sind bei professionellen Anwendern besonders die „Henkelmann“-förmigen Handscheinwerfer der Hersteller Cooper Crouse Hinds (früher CEAG) und Bosch/Eisemann verbreitet. Einfachere Modelle für den Haushalt werden auch in Baumärkten angeboten. 